# Helmut Reik
Helmut Gottlieb Reik (* 31. März 1928 in Singen (Hohentwiel); † 30. Oktober 2015) war ein deutscher theoretischer Physiker, der sich mit Thermodynamik irreversibler Prozesse befasste.
Reik wurde 1954 an der TH Karlsruhe promoviert und war danach bis 1959 Assistent an der RWTH Aachen, an der er sich 1957 habilitierte („Reibungsdrucktensor, Diffusions- und Wärmestrom in stark inhomogenen Gasen mit Maxwellscher Wechselwirkung“). 1959 bis 1963 war er im Philips-Zentrallabor in Aachen. 1963 wurde er ordentlicher Professor für Theoretische Physik an der TU Braunschweig und 1967 an der Albert-Ludwigs-Universität Freiburg.

## Schriften
- mit Josef Meixner: Thermodynamik der irreversiblen Prozesse, Siegfried Flügge, Handbuch der Physik, Band 3–2, 1959.
- Theorie der irreversiblen Vorgänge, Teil 1, 2, Annalen der Physik, Band 446, 1953, S. 270–284, 407–419.